# Marlys Domínguez
Marlys Domínguez  (20 de noviembre) es una cantante, compositora y actriz panameña reconocida por representar a su país en la competencia internacional del LIV Festival Internacional de la Canción de Viña del Mar con la canción De ti y de ese abril.

## Biografía
Marlys empezó a muy temprana edad su carrera como cantante al participar en el año 2004 en el Festival de Talento Juvenil Activo 20-30 alcanzando los primeros lugares. En el año 2007 Marlys ganó el Proyecto Estrella donde logró mostrar su talento a miles de personas gracias a su transmisión en vivo por televisión nacional. El reality show Vive la Música Live en el año 2009 fue la plataforma para Marlys darse a conocer semana a semana transmitido por la TVN PANAMA (canal 2). Luego, al año siguiente vuelve al reality show en una nueva edición, Vive la música «La batalla de las Estrellas» y logra obtener el tercer lugar.

### «De ti y de ese Abril»
En el año 2012 Marlys lanza en YouTube su primer sencillo «De ti y de ese Abril», una canción con inspiraciones jazz y rock clásico que los lleva a representar a Panamá en el año 2013 en la competencia internacional del Festival Internacional de la Canción de Viña del Mar junto al compositor y productor de la canción Jesús Adames Su participación en el certamen fue muy comentada en medios Chilenos y Panameños por el sonido fresco y pop de la canción además del look 'distinto' de la cantante, una imagen que luego sería adoptada por Marlys para lanzar su primer trabajo discográfico.

### Lanzamiento de MarlysPop
A finales del año 2014 Marlys lanza de forma digital su primer EP titulado Marlyspop, grabado en su estudio casero y masterizado en Abbey Road Studios en Londres. De este EP se desprenden sencillos nuevos como Oh! Hollywood y Qué pasa después de ti, como también su primer sencillo De ti y de ese abril.

### Presentaciones en el extranjero
Fue invitada junto con su banda a presentarse en el festival de South by Southwest en sus ediciones de 2016 y 2017

## Discografía
- 2012: De ti y de ese Abril Single
- 2014: Marlyspop EP
- 2015: Que Pasa Después de ti ft Molly Soda Single
- 2016: Oh, Hollywood! Single
- 2017: Escapemos Single
- 2018: Inmortal Single
- 2018: Mi Única Obsesión Eres Tú Single
- 2019: Quédate Conmigo  Single
- 2019: Toi Ready Mix Tape
- 2019: La Llave Single
- 2019: Naruto Single
- 2021: Bad Bih Single